# Circuito da Boavista
Der Circuito da Boavista war eine temporäre Motorsport-Rennstrecke im Stadtteil Boavista der portugiesischen Hafenstadt Porto. Der Stadtkurs wurde auf gesperrten Straßen direkt am Atlantik eingerichtet.

## Geschichte

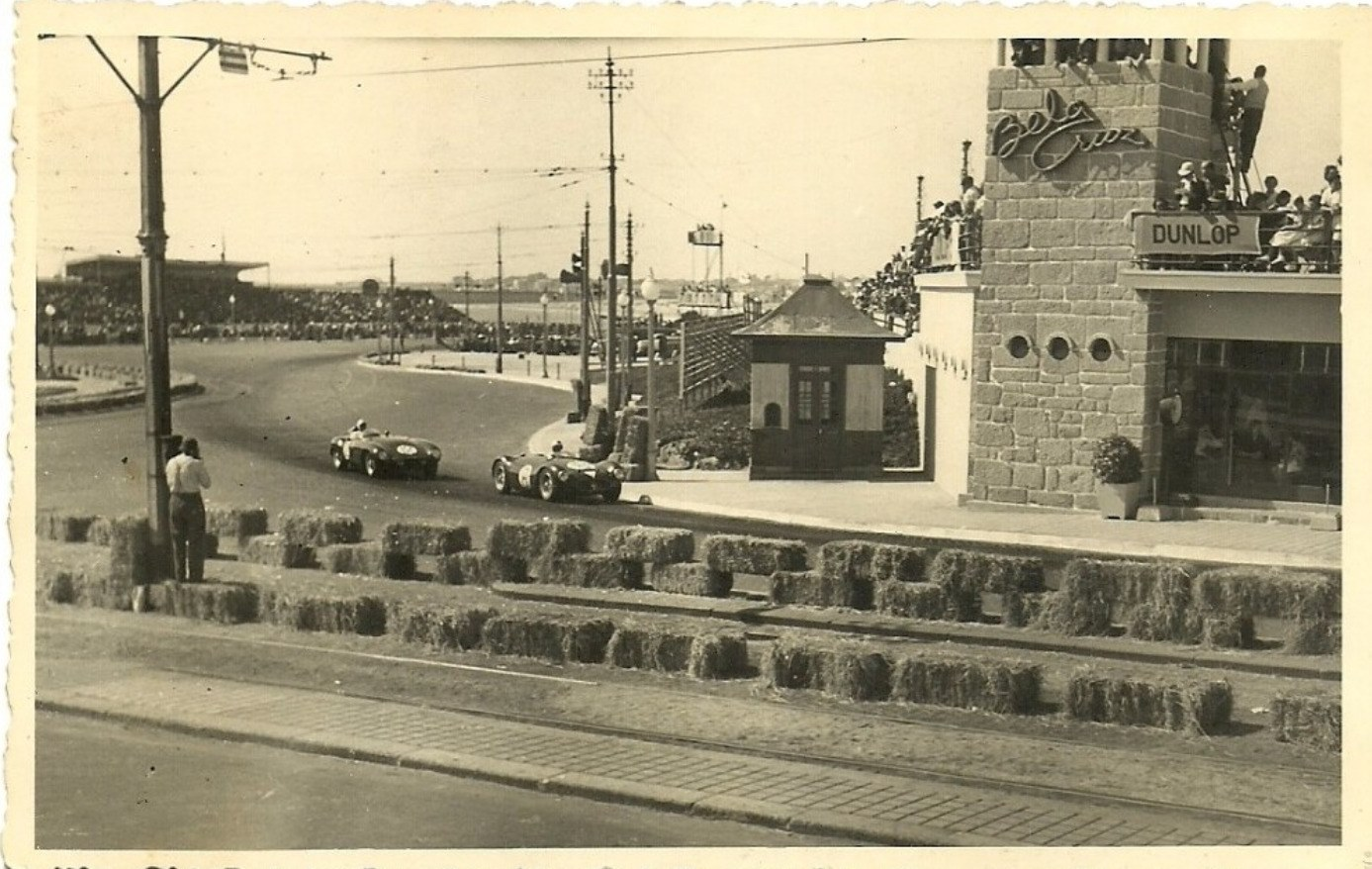
Boavista Grand Prix am 26. Juni 1955; Maserati A6GCS von Luigi Musso vor dem Ferrari 750 Monza von José A. Nogueira Pinto.

1958 und 1960 wurde auf dem 1951 erstmals in einer 7,775 km langen Variante genutzten Circuito da Boavista der Große Preis von Portugal als Lauf zur Automobil-Weltmeisterschaft ausgetragen. Die Streckenlänge des entgegen dem Uhrzeigersinn zu befahrenen Kurses betrug 7,4 km. Er verlief nach dem Start im Hafengelände über Straßenbahnschienen und Kopfsteinpflaster mit einer Kombination von längeren Geraden und diversen Kurven zwischen den Häuserschluchten.
Beim ersten Grand Prix siegte Stirling Moss bei regennasser Strecke auf Vanwall, zwei Jahre später Jack Brabham mit einem Cooper-Climax, der mit diesem Sieg die Weltmeisterschaft gewann.
Von 2007  bis 2013 war die Tourenwagen-Weltmeisterschaft (WTCC) im 2-Jahres-Rhythmus auf dem auf 4,7 km verkürzten Circuito da Boavista zu Gast. Eine für 2015 geplante Ausgabe musste abgesagt werden, weil das portugiesische Tourismusministerium einen Zuschuss von 3 Millionen Euro zur Errichtung der Strecke nicht mehr beisteuern wollte.

## Statistik

### Alle Sieger von Formel-1-Rennen in Porto
| Nr. | Jahr | Fahrer        | Konstrukteur | Motor   | Reifen | Zeit         | Runden | Ø-Tempo      | Datum      | GP von   |
| --- | ---- | ------------- | ------------ | ------- | ------ | ------------ | ------ | ------------ | ---------- | -------- |
| 1   | 1958 | Stirling Moss | Vanwall      | Vanwall | D      | 2:11:27,80 h | 50     | 169,028 km/h | 24. August | Portugal |
|     |      |               |              |         |        |              |        |              |            |          |
| 2   | 1960 | Jack Brabham  | Cooper       | Climax  | D      | 2:19:00,03 h | 55     | 175,849 km/h | 14. August | Portugal |